# Ruan Fangfu
Ruan Fangfu 阮芳赋 (andere Schreibweise: Fang-fu Ruan) ist ein chinesischer Mediziner und Medizinhistoriker. Er ist Herausgeber und Autor eines chinesischen Handbuchs zum Sexualwissen (性知识手册,  Xingzhishi Shouce, 1985). Sein bekanntestes Werk ist Sex in China: Studies in Sexology in Chinese Culture (1991). Er war Mitarbeiter der International Encyclopedia of Sexuality (IES).